# علی‌اکبر توتونچیان
 علی‌اکبر توتونچیان سیاستمدار اهل ایران و نماینده مجلس شورای ملی در دوره بیست و چهارم (از ۱۳۵۴ تا ۱۳۵۷ خورشیدی) از حوزه انتخابیه مشهد بود.
پس از انقلاب اسلامی، اموال علی‌اکبر توتونچیان توسط حکومت جمهوری اسلامی مصادره شد.
.